# 青函カップヨットレース
青函カップヨットレース（せいかんカップヨットレース）には、青函トンネル開通記念博覧会交流イベントとして創設された津軽海峡を横断する外洋ヨットレースで、毎年7月20日の海の日前後の週末に開催され、函館港から青森港、又は青森港から函館港の約56海里（タイムリミットまでおよそ25時間）で競われる外洋帆走艇（クルーザー）部門のレースがある。開催以来、奇数年は青森スタート、偶数年は函館スタートである。近年の参加艇は、北海道、東北、極東ロシアからなど。その他、開催時期を前後して、ディンギー部門のレース（一般）とディンギー部門のレース（ジュニア）がある。

## 沿革
（ここではクルーザー部門について記す。）
- 1987年 - プレ大会実施。
- 1988年7月 - 第1回開催（函館スタート）。
- 2003年7月 - 第16回みちのく銀行青函カップヨットレースとして実施。
- 2014年7月 - 第27回開催 参加艇はロシア艇3艇、小樽、室蘭、大洗、宮城を含む計24艇。

## ディンギー部門の主な会場
函館七重浜沖、青森市浅虫沖、青森市造道沖など